# Patodeweloperka

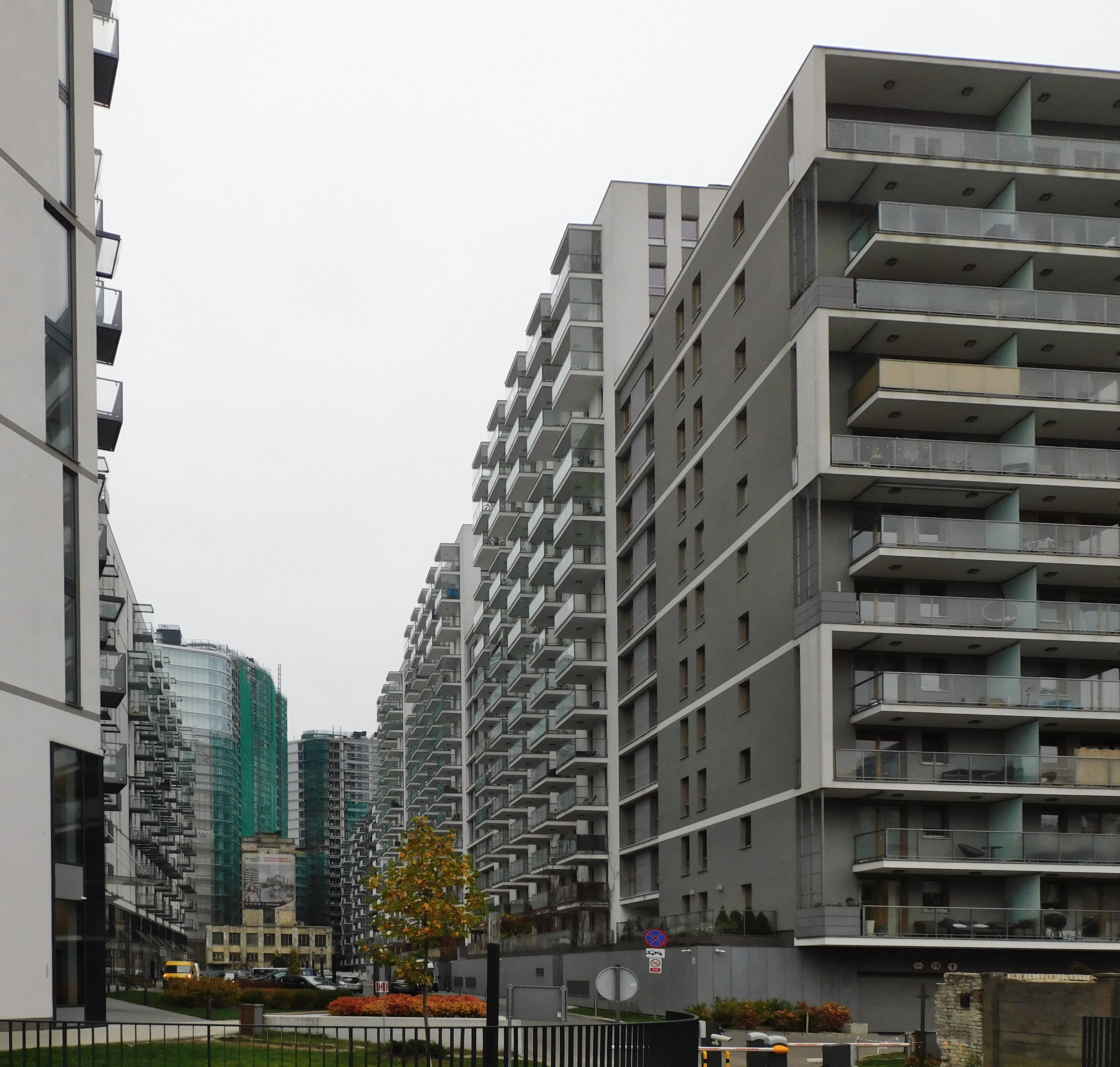
Bliska Wola Tower w Warszawie, zwana „polskim Hongkongiem”, określana jako przykład patodeweloperki

Patodeweloperka – ogół działań deweloperów budowlanych, który ze względu na działania względem klientów oraz sposób projektowania obiektów pozostaje w sprzeczności ze zwyczajami uznawanymi za dobre.

## Opis
Patodeweloperka opisuje systemową dysfunkcjonalność polskiego mieszkalnictwa, które punkt krytyczny osiągnęła u progu lat 20. XXI wieku. Patodeweloperka prowadzi do negatywnych zjawisk, które są sprzeczne z dobrymi praktykami, przepisami powszechnie obowiązującego prawa (niekiedy określa się to jako ich „kreatywną” interpretację) lub zdrowym rozsądkiem. W praktyce polega to na, przykładowo: sprzedawaniu tzw. mikroapartamentów o metrażu poniżej 25 m² (tj. niespełniających ustawowej normy dotyczącej minimalnej powierzchni mieszkań); mieszkań niespełniających wymogów nasłonecznienia bądź bez wentylacji; mieszkań, w których połowę powierzchni stanowi korytarz; mieszkań o zbyt dużej liczbie skośnych ścian; budynków oddalonych od usług publicznych (szkół, przychodni; niedostateczna komunikacja) lub wykonanych z kiepskich materiałów; nieadekwatnych cenach; manipulowaniu rzutami mieszkań i dezinformowaniu w ofertach; brak przestrzeni wspólnej, w tym przestrzeni zielonej; brak zieleni wysokiej; brak prywatności; blisko ustawione budynki; małe i źle usytuowane place zabaw; grodzenie osiedli; manipulowanie miejscami uznawanymi za przestrzeń biologicznie czynną; chaotyczną zabudowę w dużych miastach oraz kurortach. Patodeweloperka określana jest jako zjawisko występujące w całej Polsce.
Na rozwój zjawiska wpływ miały: brak planowania przestrzennego lub wadliwe planowanie, brak dostatecznej kontroli samorządów wobec biznesu i przedkładanie jego interesu nad dobro wspólne, duży popyt wynikający z głodu mieszkaniowego i chęci przeznaczania mieszkań pod inwestycje, nastawienie deweloperów na zysk (poprzez jak najwyższy wskaźnik PUM – powierzchni użytkowej mieszkania) kosztem standardu mieszkań. Lokator mieszkający w takim mieszkaniu może zaspokajać wyłącznie podstawowe potrzeby bytowe, co rodzi wątpliwości z punktu widzenia humanitaryzmu. Patodeweloperka oceniana jest także pod kątem przestrzegania zasad etyki przez architektów, którzy projektują budynki przy nadużyciu prawa.
Termin „patodeweloperka”, mimo że powstał dopiero w 2020 (jego autorstwo przypisuje się Janowi Śpiewakowi) i choć występuje głównie w mediach społecznościowych oraz publicystyce, pojawia się już także w literaturze naukowej oraz eksperckiej. Cząstka pato- oznacza tu: „niskiej jakości”, „niewłaściwie funkcjonujący” i jest zestawiana także z innymi słowami dotyczącymi gospodarki przestrzennej (np. „patoosiedle”, „patomieszkanie”, „patourbanistyka”, „patoparking”). Określenie „patodeweloperka” przytaczane jest jako kolokwialny odpowiednik takich terminów naukowych jak „przestrzeń odhumanizowana” lub „od-społeczniona”.